# Llista de composicions de Leoš Janáček
Aquesta llista de composicions de Leoš Janáček es pot classificar per gènere, número de catàleg (JW), data de composició, títol en txec, i el títol en català. Feu clic als títols de les columnes.
Els números JW són els que Nigel Simeone, John Tyrrell, i Alena Němcová van atorgar a les obres de Janáček a A Catalogue of the Music and Writings of Leoš Janáček (Oxford: Clarendon Press, 1997). El format correcte per JW és el nombre romà (per al gènere) abans de la barra i el nombre aràbic (pel treball) després de la barra. Per tal que es puguin ordenar, s'ha transformat tot a números aràbics.
| Gènere           | JW            | Data de composició | Títol en txec                                                                              | Títol en català                                                                                          | Compost per a                                                         | Notes                                                                                                  |
| ---------------- | ------------- | ------------------ | ------------------------------------------------------------------------------------------ | --- | --------------------------------------------------------------------- | --- |
| Òpera            | JW 1/1        | 1887–1888          | Šárka                                                                                      | Šárka |                                                                       | revisada el 1919                                                                                       |
| Òpera            | JW 1/3        | 1891               | Počátek románu                                                                             | L'inici d'un romanç                                                                                      |                                                                       | |
| Òpera            | JW 1/4        | 1894–1903          | Její pastorkyňa                                                                            | Jenůfa                                                                                                   |                                                                       | revisada el 1908, 1915                                                                                 |
| Òpera            | JW 1/5        | 1903–1905          | Osud                                                                                       | El destí                                                                                                 |                                                                       | revisada el 1906–1907                                                                                  |
| Òpera            | JW 1/6 JW 1/7 | 1908–1916 1917     | Výlety páně Broučkovy                                                                      | Les excursions del Sr. Brouček                                                                           |                                                                       | |
| Òpera            | JW 1/8        | 1919–1921          | Káťa Kabanová                                                                              | Kàtia Kabànova                                                                                           |                                                                       | |
| Òpera            | JW 1/9        | 1921–1923          | Příhody lišky Bystroušky                                                                   | La guineueta astuta                                                                                      |                                                                       | |
| Òpera            | JW 1/10       | 1923–1925          | Věc Makropulos                                                                             | El cas Makropoulos                                                                                       |                                                                       | |
| Òpera            | JW 1/11       | 1927–1928          | Z mrtvého domu                                                                             | De la casa dels morts                                                                                    |                                                                       | |
| Ballet           | JW 1/2        | 1891               | Rákós Rákóczy                                                                              | Rákós Rákóczy                                                                                            |                                                                       | |
| Orquestral       | JW 6/1        | 1875               | Zvuky ku památce Förchtgotta-Tovačovského                                                  | Sons a la memòria de Förchtgotta-Tovačovského                                                            | orquestra de corda                                                    | |
| Orquestral       | JW 6/2        | 1877               | Suita                                                                                      | Suite per a corda                                                                                        | orquestra de corda                                                    | |
| Orquestral       | JW 6/3        | 1888               | Idyla                                                                                      | Idil·li                                                                                                  | orquestra de corda                                                    | |
| Orquestral       | JW 6/4        | 1889–1891          | Valašské tance                                                                             | Danses valaques                                                                                          | orquestra                                                             | Op. 2                                                                                                  |
| Orquestral       | JW 6/5        | 1890               | Adagio                                                                                     | Adagio per a orquestra                                                                                   | orquestra                                                             | |
| Orquestral       | JW 6/6        | ca 1891            | Suita (Serenáda)                                                                           | Suite (Serenata)                                                                                         | orquestra                                                             | Op. 3                                                                                                  |
| Orquestral       | JW 6/7        | ca 1888            | Moravské tance                                                                             | Danses de Moràvia                                                                                        | orquestra                                                             | 5 danses tradicionals                                                                                  |
| Orquestral       | JW 6/8        | 1890               | Hanácké tance                                                                              | Danses de Hanakia                                                                                        | orquestra                                                             | |
| Orquestral       | JW 6/9        | 1893               | České tance, 1. Suita                                                                      | Danses txeques, Suite I                                                                                  | orquestra                                                             | |
| Orquestral       | JW 6/10       | 1894               | Žárlivost                                                                                  | Gelosia                                                                                                  | orquestra                                                             | obertura de l'òpera Jenůfa                                                                             |
| Orquestral       | JW 3/6        | 1898               | Smuteční pochod                                                                            | Marxa fúnebre                                                                                            | orquestra                                                             | Epíleg de la cantata Amarus                                                                            |
| Orquestral       | JW 6/11       | 1899               | Požehnaný                                                                                  | Požehnaný (Dansa de Lašsko)                                                                              | orquestra                                                             | |
| Orquestral       | JW 6/12       | 1899               | Kozáček                                                                                    | Kozáček (Dansa cossaca)                                                                                  | orquestra                                                             | |
| Orquestral       | JW 6/13       | ca 1899            | Srbské kolo                                                                                | Srbské kolo (Dansa sèrbia)                                                                               | orquestra                                                             | |
| Orquestral       | JW 6/14       | 1912               | Šumařovo dítě                                                                              | El fill del músic                                                                                        | orquestra                                                             | Balada                                                                                                 |
| Orquestral       | JW 6/15       | 1915–1918          | Taras bulba                                                                                | Taras Bulba                                                                                              | orquestra                                                             | Rapsòdia                                                                                               |
| Orquestral       | JW 6/16       | 1920               | Balada Blanická                                                                            | Balada de Blaník                                                                                         | orquestra                                                             | poema simfònic; títol original: Blaničtí rytíři (Els cavallers de Blaník)                              |
| Orquestral       | JW 6/17       | 1924               | Lašské tance                                                                               | Danses de Lašsko                                                                                         | orquestra                                                             | |
| Orquestral       | JW 6/18       | 1926               | Sinfonietta (Symfonietta vojenská)                                                         | Sinfonietta                                                                                              | orquestra                                                             | |
| Orquestral       | JW 9/7        | 1923–1928          | Dunaj                                                                                      | El Danubi                                                                                                | orquestra                                                             | fragment simfònic                                                                                      |
| Orquestral       | JW 9/11       | 1928               | Trunda a Lajda                                                                             | Schluck und Jau                                                                                          | orquestra                                                             | música incidental per a Schluck und Jau de Gerhart Hauptmann                                           |
| Concertant       | JW 7/11       | 1925               | Concertino                                                                                 | Concertino                                                                                               | piano i conjunt de cambra                                             | |
| Concertant       | JW 7/12       | 1926               | Capriccio „Vzdor“                                                                          | Capriccio “Desafiament”                                                                                  | piano per mà esquerra i conjunt de cambra                             | |
| Concertant       | JW 9/10       | 1926               | Houslový Koncert „Putování dušičky“                                                        | Pelegrinatge de l'ànima                                                                                  | Concert per a violí i orquestra                                       | |
| Música de cambra | JW 7/1        | 1875               | Znělka I                                                                                   | Sonet I                                                                                                  | 4 violins                                                             | |
| Música de cambra | JW 7/2        | 1875               | Znělka II                                                                                  | Sonet II                                                                                                 | 4 violins                                                             | incompleta                                                                                             |
| Música de cambra | JW 7/3        | 1879               | Romance                                                                                    | Romanç                                                                                                   | violí i piano                                                         | |
| Música de cambra | JW 7/4        | 1880               | Dumka                                                                                      | Dumka | violí i piano                                                         | |
| Música de cambra | JW 7/5        | 1910               | Pohádka                                                                                    | Conte de fades, 4 peces                                                                                  | violoncel i piano                                                     | revisada el 1912, 1923                                                                                 |
| Música de cambra | JW 7/6        | 1910               | Presto                                                                                     | Presto                                                                                                   | violoncel i piano                                                     | |
| Música de cambra | JW 7/7        | 1914               | Sonáta pro housle a klavír                                                                 | Sonata per a violí i piano                                                                               | violí i piano                                                         | revisada el 1921                                                                                       |
| Música de cambra | JW 7/8        | 1923               | Smyčcový kvartet č. 1 „Z podnětu Tolstého Kreutzerovy sonáty“                              | Quartet de corda núm. 1 “Inspirat en Sonata a Kreutzer de Tolstoi”                                       | 2 violins, viola i violoncel                                          | |
| Música de cambra | JW 7/9        | 1924               | Pochod modráčků                                                                            | Marxa de les cotxes blaves                                                                               | flautí i piano                                                        | |
| Música de cambra | JW 7/10       | 1924               | Mládí                                                                                      | Joventut                                                                                                 | sextet de vent (flauta, oboè, clarinet, clarinet baix, fagot, trompa) | |
| Música de cambra | JW 7/13       | 1928               | Smyčcový kvartet č. 2 „Listy důvěrné“                                                      | Quartet de corda núm. 2 “Les cartes íntimes”                                                             | 2 violins, viola i violoncel                                          | |
| orgue            | JW 8/2        | 1875               | Předehra                                                                                   | Obertura                                                                                                 | orgue                                                                 | |
| orgue            | JW 8/3        | 1875               | Varyto                                                                                     | | orgue                                                                 | |
| orgue            | JW 8/4        | 1875               | Chorální fantasie                                                                          | Fantasia coral                                                                                           | orgue                                                                 | |
| orgue            | JW 8/7        | 1884               | Dvě skladby pro varhany                                                                    | Dues peces per a orgue                                                                                   | orgue                                                                 | |
| orgue            | JW 2/11       | 1902?              | Svatý Václave                                                                              | Sant Venceslau                                                                                           | orgue                                                                 | acompanyament d'orgue per un antic himne txec                                                          |
| Piano            | JW 8/6        | 1880               | Tema amb variacions – Zdeňčiny variace                                                     | Variacions de Zdenka                                                                                     | piano                                                                 | Op. 1                                                                                                  |
| Piano            | JW 8/8        | 1885               | Dymák                                                                                      | Dymák | piano                                                                 | arranjament de danses tradicionals                                                                     |
| Piano            | JW 8/9        | 1887?              | Na památku                                                                                 | En record                                                                                                | piano                                                                 | |
| Piano            | JW 8/10       | 1888–1889          | Národní tance na Moravě                                                                    | Danses populars de Moràvia                                                                               | piano a 2 o 4 mans, amb platerets o veu ad libitum                    | 21 arranjaments de cançons                                                                             |
| Piano            | JW 8/11       | 1888               | Srňátko                                                                                    | Srňátko                                                                                                  | piano                                                                 | arranjament de danses tradicionals                                                                     |
| Piano            | JW 8/12       | 1893               | Ej, danaj!                                                                                 | | piano                                                                 | arranjament de danses tradicionals; combinada amb JW 8/18 com a 3 Moravské tance (3 danses de Moràvia) |
| Piano            | JW 8/13       | 1893               | Hudba ke kroužení kužely                                                                   | Música per a la gimnàstica                                                                               | piano                                                                 | |
| Piano            | JW 8/14       | 1893?              | Řezníček                                                                                   | Řezníček                                                                                                 | piano                                                                 | arranjament de danses tradicionals                                                                     |
| Piano            | JW 8/15       | 1893?              | Zezulenka                                                                                  | Zezulenka                                                                                                | piano                                                                 | arranjament de danses tradicionals                                                                     |
| Piano            | JW 8/16       | 1894               | Žárlivost                                                                                  | Jealousy                                                                                                 | piano a 4 mans                                                        | piano transcription of JW 6/10                                                                         |
| Piano            | JW 8/17       | 1901–1908          | Po zarostlém chodníčku                                                                     | Per un camí esbarzerat                                                                                   | piano                                                                 | |
| Piano            | JW 8/18       | ca 1904            | 2 Moravské tance                                                                           | 2 danses de Moràvia                                                                                      | piano                                                                 | arranjament de danses tradicionals; combinada amb JW 8/12 com a 3 Moravské tance (3 danses de Moràvia) |
| Piano            | JW 8/19       | 1905               | Sonáta pro klavír „I. X. 1905, Z ulice“                                                    | Sonata per a piano 1.X.1905, Des del carrer                                                              | piano                                                                 | |
| Piano            | JW 8/20       | 1909               | Narodil se Kristus Pán                                                                     | Christ, the Lord, Is Risen                                                                               | piano amb veu ad libitum                                              | Czech Christmas song arrangement                                                                       |
| Piano            | JW 8/21       | 1911               | Moderato                                                                                   | Moderato                                                                                                 | piano                                                                 | |
| Piano            | JW 8/22       | 1912               | V mlhách                                                                                   | En la boira                                                                                              | piano                                                                 | |
| Piano            | JW 8/23       | 1922               | Moravské lidové písně                                                                      | Cançons tradicionals de Moràvia                                                                          | piano amb veu ad libitum                                              | 15 arranjaments de cançons tradicionals                                                                |
| Piano            | JW 8/24       | 1911               | Ej, duby, duby                                                                             | Ej, duby, duby                                                                                           | piano amb veu ad libitum                                              | arranjament de cançons tradicionals                                                                    |
| Piano            | JW 8/25       | 1922               | Budem tady stat                                                                            | Ens quedarem aquí                                                                                        | piano amb veu ad libitum                                              | arranjament de cançons tradicionals                                                                    |
| Piano            | JW 8/26       | 1923               | Con moto                                                                                   | Con moto                                                                                                 | piano                                                                 | |
| Piano            | JW 8/27       | 1924               | Skladba bez názvu                                                                          | Cançó sense títol                                                                                        | piano                                                                 | |
| Piano            | JW 8/28       | 1925               | Bratřím Mrštíkům                                                                           | Als germans Mrštík                                                                                       | piano                                                                 | |
| Piano            | JW 8/29       | 1926?              | Skladba bez názvu                                                                          | Cançó sense títol                                                                                        | piano                                                                 | |
| Piano            | JW 8/30       | 1926?              | Na starém hradě hukvalském                                                                 | A l'antic castell de Hukvaldy                                                                            | piano                                                                 | arranjament de danses tradicionals                                                                     |
| Piano            | JW 8/31       | 1927               | Andante                                                                                    | Andante                                                                                                  | piano                                                                 | |
| Piano            | JW 8/32       | 1928               | Vzpomínka                                                                                  | Recol·lecció                                                                                             | piano                                                                 | |
| Piano            | JW 8/33       | 1928               | Skladby v památníku Kamily Stösslové                                                       | Peces de l'àlbum de Kamila Stösslová                                                                     | piano i harmònium                                                     | 13 pieces                                                                                              |
| Coral            | JW 4/1        | 1873               | Orání                                                                                      | Llaurant                                                                                                 | cor masculí                                                           | |
| Coral            | JW 4/2        | 1873               | Válečná [1]                                                                                | Cançó de guerra I                                                                                        | cor masculí                                                           | |
| Coral            | JW 4/3        | 1873               | Válečná [2]                                                                                | Cançó de guerra II                                                                                       | cor masculí, trompeta, 3 trombons i piano                             | |
| Coral            | JW 4/4        | 1873               | Nestálost lásky                                                                            | La inestabilitat de l'amor                                                                               | cor masculí                                                           | |
| Coral            | JW 4/5        | 1873–1876          | Divím se milému                                                                            | Com d'estrany és el meu amor                                                                             | cor masculí                                                           | |
| Coral            | JW 4/6        | 1873–1876          | Vínek stonulý                                                                              | La corona enfonsada                                                                                      | cor masculí                                                           | |
| Coral            | JW 4/7        | 1874               | Osamělá bez těchy [1]                                                                      | Abandonat [1]                                                                                            | cor masculí                                                           | revisada el 1898 com a JW 4/26                                                                         |
| Coral            | JW 2/1        | 1874               | Graduale Speciosus forma                                                                   | Graduale ''Speciosus forma''                                                                             | cor i orgue                                                           | motet                                                                                                  |
| Coral            | JW 2/2        | 1875               | Introitus in festo Ss. Nominis Jesu                                                        | Introitus in festo Ss. Nominis Jesu                                                                      | cor i orgue                                                           | motet                                                                                                  |
| Coral            | JW 2/3        | 1875               | Exaudi Deus [1]                                                                            | Exaudi Deus [1]                                                                                          | cor i orgue                                                           | motet                                                                                                  |
| Coral            | JW 2/4        | 1875               | Exaudi Deus [2]                                                                            | Exaudi Deus [2]                                                                                          | cor i orgue                                                           | motet                                                                                                  |
| Coral            | JW 2/5        | 1875               | Benedictus                                                                                 | Benedictus                                                                                               | cor i orgue                                                           | motet                                                                                                  |
| Coral            | JW 2/6        | 1875               | Communio „Fidelis servus“                                                                  | Communio “Fidelis servus”                                                                                | chorus                                                                | motet                                                                                                  |
| Coral            | JW 2/7        | 1875–1878          | Regnum mundi                                                                               | Regnum mundi                                                                                             | chorus                                                                | motet                                                                                                  |
| Coral            | JW 2/8        | 1875–1879          | Exsurge Domine                                                                             | Exsurge Domine                                                                                           | chorus                                                                | motet                                                                                                  |
| Coral            | JW 2/9        | 1875?–1879         | Graduale in festo purificationis BVM „Suscepimus“                                          | Graduale in festo purificationis BVM “Suscepimus”                                                        | chorus                                                                | motet                                                                                                  |
| Coral            | JW 4/8        | 1876               | Láska opravdivá                                                                            | Amor vertader                                                                                            | cor masculí                                                           | |
| Coral            | JW 4/9        | 1876               | Osudu neujdeš                                                                              | You Will Not Escape Fate                                                                                 | cor masculí                                                           | |
| Coral            | JW 4/10       | 1876               | Zpěvná duma                                                                                | | cor masculí                                                           | |
| Coral            | JW 4/11       | 1876?              | Na košatej jedli dva holubi seďá                                                           | | cor masculí                                                           | |
| Coral            | JW 4/12       | 1877               | Slavnostní sbor (k položení základního kamene ústavu ku vzdělání učitelů)                  | Festival Chorus                                                                                          | 4 veus masculines i cor                                               | |
| Coral            | JW 4/13       | 1878?              | Slavnostní sbor ku svěcení nové budovy c. k. slovanského ústavu ku vzdělání učitelů v Brně | | baríton, cor masculí i piano                                          | |
| Coral            | JW 4/14       | 1880               | Píseň v jeseni                                                                             | Autumn Song                                                                                              | chorus                                                                | |
| Coral            | JW 4/15       | 1880–1885          | Na prievoze                                                                                | At the Ferry                                                                                             | cor masculí                                                           | |
| Coral            | JW 2/10       | 1881               | České církevní zpěvy z Lehnerova mešního kancionálu                                        | | cor i orgue                                                           | |
| Coral            | JW 4/16       | 1883               | Ave Maria                                                                                  | Ave Maria                                                                                                | cor masculí                                                           | |
| Coral            | JW 4/17       | 1885               | Čtveřice mužských sborů                                                                    | 4 cor masculíes                                                                                          | cor masculí                                                           | |
| Coral            | JW 4/18       | 1885               | Kačena divoká                                                                              | The Wild Duck                                                                                            | chorus                                                                | |
| Coral            | JW 4/19       | 1888               | Tři sbory mužské                                                                           | 3 cor masculíes                                                                                          | cor masculí                                                           | |
| Coral            | JW 4/20       | 1889?              | Královničky. „Staré národní tance obřadné se zpěvy“                                        | | cor uníson i piano                                                    | 10 folk songs and dances                                                                               |
| Coral            | JW 3/1        | 1890               | Naše píseň [1]                                                                             | La nostra cançó [1]                                                                                      | cor i orquestra                                                       | |
| Coral            | JW 3/1        | 1890               | Sivý sokol zaletěl                                                                         | El falcó cendrat                                                                                         | cor i orquestra                                                       | |
| Coral            | JW 4/21       | 1890               | Naše píseň [2]                                                                             | La nostra cançó [2]                                                                                      | cor                                                                   | |
| Coral            | JW 3/2        | 1891               | Komáři se ženili                                                                           | | cor i orquestra                                                       | arranjament de cançons tradicionals                                                                    |
| Coral            | JW 3/3        | 1892               | Zelené sem seła                                                                            | | cor i orquestra                                                       | arranjament de cançons tradicionals                                                                    |
| Coral            | JW 3/4        | 1893               | Keď zme šli na hody                                                                        | | cor i orquestra                                                       | arranjament de cançons tradicionals                                                                    |
| Coral            | JW 4/22       | 1893               | Což ta naše bříza                                                                          | Our Birch Tree                                                                                           | cor masculí                                                           | |
| Coral            | JW 4/23       | 1894               | Už je slúnko z téj hory ven                                                                | | baríton, cor i piano                                                  | |
| Coral            | JW 4/24       | 1894?              | Odpočiň si                                                                                 | | cor masculí                                                           | funeral chorus                                                                                         |
| Coral            | JW 3/5        | 1896               | Hospodine, pomiluj ny!                                                                     | Senyor, tingueu pietat de nosaltres!                                                                     | solistes, cor, metall, arpa i orgue                                   | cantata                                                                                                |
| Coral            | JW 4/25       | 1897–1898          | Slavnostní sbor k svěcení praporu Svatojosefské jednoty                                    | Festival Chorus                                                                                          | cor masculí                                                           | |
| Coral            | JW 3/6        | 1897               | Amarus                                                                                     | Amarus                                                                                                   | solistes, cor i orquestra                                             | cantata; revisada el 1901, 1906                                                                        |
| Coral            | JW 4/26       | 1898               | Osamělá bez těchy [2]                                                                      | Forsaken [2]                                                                                             | cor masculí                                                           | |
| Coral            | JW 4/27       | 1899               | Ukvalské písně                                                                             | Cançons de Hukvaldy                                                                                      | cor                                                                   | 6 arranjaments de cançons tradicionals                                                                 |
| Coral            | JW 4/28       | 1900,1906          | Čtvero mužských sborů moravských                                                           | 4 Moravian Choruses                                                                                      | cor masculí                                                           | |
| Coral            | JW 4/29       | 1901, 1906         | Otčenáš                                                                                    | Parenostre                                                                                               | tenor, cor i piano (harmònium) o arpa i orgue                         | cantata                                                                                                |
| Coral            | JW 2/11       | 1902?              | Svatý Václave                                                                              | Saint Wenceslas                                                                                          | cor i orgue                                                           | orgue accompaniment for an old Czech hymn                                                              |
| Coral            | JW 2/12       | 1903               | Constitues                                                                                 | Constitues                                                                                               | cor masculí and orgue                                                 | motet                                                                                                  |
| Coral            | JW 2/13       | 1903               | Veni Sancte Spiritus                                                                       | Veni Sancte Spiritus                                                                                     | cor masculí                                                           | motet                                                                                                  |
| Coral            | JW 4/30       | 1903, 1904         | Elegie na smrt dcery Olgy                                                                  | Elegia a la mort de la meva filla Olga                                                                   | tenor, cor i piano                                                    | cantata                                                                                                |
| Coral            | JW 2/14       | 1904               | Zdrávas Maria                                                                              | Avemaria                                                                                                 | tenor (o soprano), cor, violí i orgue o piano                         | |
| Coral            | JW 4/31       | 1904–1906          | Vínek                                                                                      | | cor masculí                                                           | arranjament de cançons tradicionals                                                                    |
| Coral            | JW 4/32       | 1906               | Lidová nokturna. Večerní zpěvy slovenského lidu z Rovného (26 Balad lidových II.)          | Folk Nocturne. Evening Songs of the Slovak People of Rovné (26 Folk Ballads, Part II)                    | duo femení i piano                                                    | 7 arranjament de cançons tradicionals                                                                  |
| Coral            | JW 4/33       | 1906               | Kantor Halfar                                                                              | Kantor Halfar                                                                                            | cor masculí                                                           | |
| Coral            | JW 4/34       | 1906               | Maryčka Magdónova [1]                                                                      | Maryčka Magdónova [1]                                                                                    | cor masculí                                                           | |
| Coral            | JW 4/35       | 1907               | Maryčka Magdónova [2]                                                                      | Maryčka Magdónova [2]                                                                                    | cor masculí                                                           | |
| Coral            | JW 4/36       | 1909               | 70.000 (Sedmdesát tisíc)                                                                   | Seventy-thousand                                                                                         | cor masculí                                                           | revisada el 1912                                                                                       |
| Coral            | JW 3/7        | 1911               | Na Soláni čarták                                                                           | | tenor, cor masculí and orquestra                                      | cantata                                                                                                |
| Coral            | JW 3/8        | 1914               | Věčné evangelium                                                                           | L'Evangeli etern                                                                                         | soprano, tenor, cor i orquestra                                       | cantata                                                                                                |
| Coral            | JW 4/37       | 1912?, 1916-1917   | Pět národních písní (26 Balad lidových IV.)                                                | 5 Folk Songs (26 Folk Ballads, Part IV)                                                                  | tenor, cor masculí i piano o harmònium                                | arranjament de cançons tradicionals                                                                    |
| Coral            | JW 4/38       | 1914               | Perina                                                                                     | The Featherbed                                                                                           | cor masculí                                                           | |
| Coral            | JW 4/39       | 1916               | Vlčí stopa                                                                                 | La pista del llop                                                                                        | cor masculí                                                           | |
| Coral            | JW 4/40       | 1916               | Hradčanské písničky                                                                        | Cançons de Hradčany                                                                                      | soprano, cor femení, flauta i arpa                                    | 3 cors                                                                                                 |
| Coral            | JW 4/41       | 1916               | Kašpar Rucký                                                                               | Kašpar Rucký                                                                                             | soprano, 4 solo veus femenines i cor masculí                          | |
| Coral            | JW 5/12       | 1917–1919          | Zápisník zmizelého                                                                         | Diari d'un desaparegut                                                                                   | tenor, mezzosoprano, 3 veus femenines i piano                         | cicle de cançons; revisada el 1920                                                                     |
| Coral            | JW 4/42       | 1918               | Česká legie                                                                                | La legió txeca                                                                                           | cor masculí                                                           | |
| Coral            | JW 4/43       | 1922               | Potulný šílenec                                                                            | El boig rodamón                                                                                          | cor masculí amb solo de soprano                                       | |
| Coral            | JW 5/16       | 1924               | Říkadla [1]                                                                                | Cançons infantils (1)                                                                                    | 1 a 3 mezzosopranos, clarinet i piano                                 | 8 cançons                                                                                              |
| Coral            | JW 4/44       | 1925–1926          | Naše vlajka                                                                                | Our Flag                                                                                                 | cor masculí i 2 sopranos                                              | |
| Coral            | JW 5/17       | 1926               | Říkadla [2]                                                                                | Cançons infantils (2)                                                                                    | cor de cambra i conjunt de cambra                                     | introducció i 18 cançons                                                                               |
| Coral            | JW 3/9        | 1926–1927          | Glagolská mše (Mša glagolskaja)                                                            | Missa glagolítica                                                                                        | solistes, doble cor, orquestra i orgue                                | |
| Coral            | JW 4/45       | 1928               | Sbor při kladení základního kamene Masarykovy university v Brně                            | Chorus Composed for the Occasion of the Laying of the Foundation Stone of the Masaryk University in Brno | cor masculí                                                           | |
| Vocal            | JW 5/1        | 1871–1875?         | Když mě nechceš, což je víc?                                                               | Si no m'estimes, què m'importa?                                                                          | tenor (o cor) i piano                                                 | |
| Vocal            | JW 5/2        | 1892–1901          | Moravská lidová poesie v písních                                                           | Poesia popular moraviana en cançons                                                                      | veu i piano                                                           | 53 arranjament de cançons tradicionals                                                                 |
| Vocal            | JW 5/3        | 1897–1898          | Jarní píseň                                                                                | Cançó de primavera                                                                                       |                                                                       | revisada el 1905                                                                                       |
| Vocal            | JW 5/4        | 1898               | Ukvalská lidová poezie v písních                                                           | Hukvaldy Folk Poetry in Songs                                                                            | veu i piano                                                           | 13 arranjament de cançons tradicionals                                                                 |
| Vocal            | JW 5/6        | 1908–1912          | Pět moravských tanců                                                                       | 5 Moravian Dances                                                                                        | veu i piano                                                           | arranjament de cançons tradicionals                                                                    |
| Vocal            | JW 5/7        | 1908–1912          | Čtyři balady                                                                               | 4 Ballads                                                                                                | veu i piano                                                           | arranjament de cançons tradicionals                                                                    |
| Vocal            | JW 5/8        | 1908–1912          | Dvě balady                                                                                 | 2 Ballads                                                                                                | veu i piano                                                           | arranjament de cançons tradicionals                                                                    |
| Vocal            | JW 5/9        | 1909               | Šest národních písní, jež zpívala Gabel Eva (26 Balad lidových I.)                         | 6 Folk Songs (26 Folk Ballads, Part I)                                                                   | veu i piano                                                           | |
| Vocal            | JW 5/10       | 1911               | Podme, milá, podme!                                                                        | | veu i piano                                                           | arranjament de cançons tradicionals                                                                    |
| Vocal            | JW 5/11       | 1916               | Písně detvanské, zbojnické balady (26 Balad lidových III.)                                 | Detva Songs, Robber’s Ballads (26 Folk Ballads, Part III)                                                | veu i piano                                                           | 8 arranjament de cançons tradicionals                                                                  |
| Vocal            | JW 5/13       | 1918               | Slezské písně (ze sbírky Heleny Salichové)                                                 | | veu i piano                                                           | 10 arranjament de cançons tradicionals                                                                 |
| Vocal            | JW 5/14       | 1920               | Ukolébavka                                                                                 | Lullaby                                                                                                  | veu i piano                                                           | arranjament de cançons tradicionals                                                                    |
| Vocal            | JW 5/15       | 1923               | Úpravy lidových písní v článku „Starosta Smolík“                                           | | veu i instrument no especificat                                       | |
| Vocal            | JW 8/23       | 1922               | Moravské lidové písně                                                                      | Moravian Folk Songs                                                                                      | piano i veu ad libitum                                                | 15 arranjament de cançons tradicionals                                                                 |
| Vocal            | JW 8/24       | 1911               | Ej, duby, duby                                                                             | | piano i veu ad libitum                                                | arranjament de cançons tradicionals                                                                    |
| Vocal            | JW 9/5        | 1908               | Mše Es dur                                                                                 | Missa en mi bemoll                                                                                       | solistes, cor mixt i orgue                                            | Incompleta                                                                                             |